# CRUX Linux
CRUX è una distribuzione GNU/Linux leggera destinata a utenti Linux esperti. Mette a disposizione un sistema di pacchetti basato su tar.gz con script di inizializzazione in stile BSD. Non è basata su nessun'altra distribuzione Linux.
Crux, in latino, signifca "croce". La scelta del nome attribuito alla distribuzione però non è riconducibile al significato della parola. Per Lidén lo scelse solo perché "suonava bene" e terminava con "X", il che lo metteva in linea con varie altre versioni di Unix come IRIX, Ultrix, Mac OS X e IBM AIX.

## Installazione
CRUX non mette a disposizione un installer grafico ma il tutto avviene via shell e gestito manualmente dall'utente. Per procedere all'installazione l'utente dovrà infatti avviare il kernel Linux (da CD o altro supporto), procedere al partizionamento delle unità disco su cui verrà installato il sistema operativo (utilizzando un programma come fdisk o cfdisk), creare gli opportuni file system e, successivamente, montare la condivisione CD o NFS insieme alle partizioni create in precedenza per essere utilizzate dallo script di installazione del sistema. Compilare il kernel e installare un boot loader. Il tutto tramite via shell.

## Gestione dei pacchetti
CRUX offre una gestione dei pacchetti simile a quella dei sistemi operativi BSD. I pacchetti sono costituiti da un Pkgfile (uno script di shell), eventuali patch necessarie per il funzionamento del programma, un file hash md5sum per verificare l'integrità dei file scaricati e un file footprint che elenca i file da includere nei pacchetti. Questi file vengono scaricati dai repository software CRUX, compilati e installati utilizzando il frontend prt-get su pkgutils. I sorgenti software vengono scaricati dai rispettivi siti web specificati all'interno del Pkgfile.

## Storico rilasci
| Versione | Data rilascio  |
| -------- | -------------- |
| 1.0      | dicembre 2002  |
| 1.1      | marzo 2003     |
| 1.2      | agosto 2003    |
| 1.3      | dicembre 2003  |
| 1.3.1    | febbraio 2004  |
| 2.0      | marzo 2004     |
| 2.1      | aprile 2005    |
| 2.2      | aprile 2006    |
| 2.3      | marzo 2007     |
| 2.4      | dicembre 2007  |
| 2.5      | dicembre 2008  |
| 2.6      | settembre 2009 |
| 2.7      | ottobre 2010   |
| 2.7.1    | novembre 2011  |
| 2.8      | ottobre 2012   |
| 3.0      | gennaio 2013   |
| 3.1      | luglio 2014    |
| 3.2      | novembre 2015  |
| 3.3      | febbraio 2017  |
| 3.4      | maggio 2018    |
| 3.5      | giugno 2019    |
| 3.6      | dicembre 2020  |
| 3.6.1    | dicembre 2020  |
| 3.7      | settembre 2022 |